# Köthener Torturm (Aken)

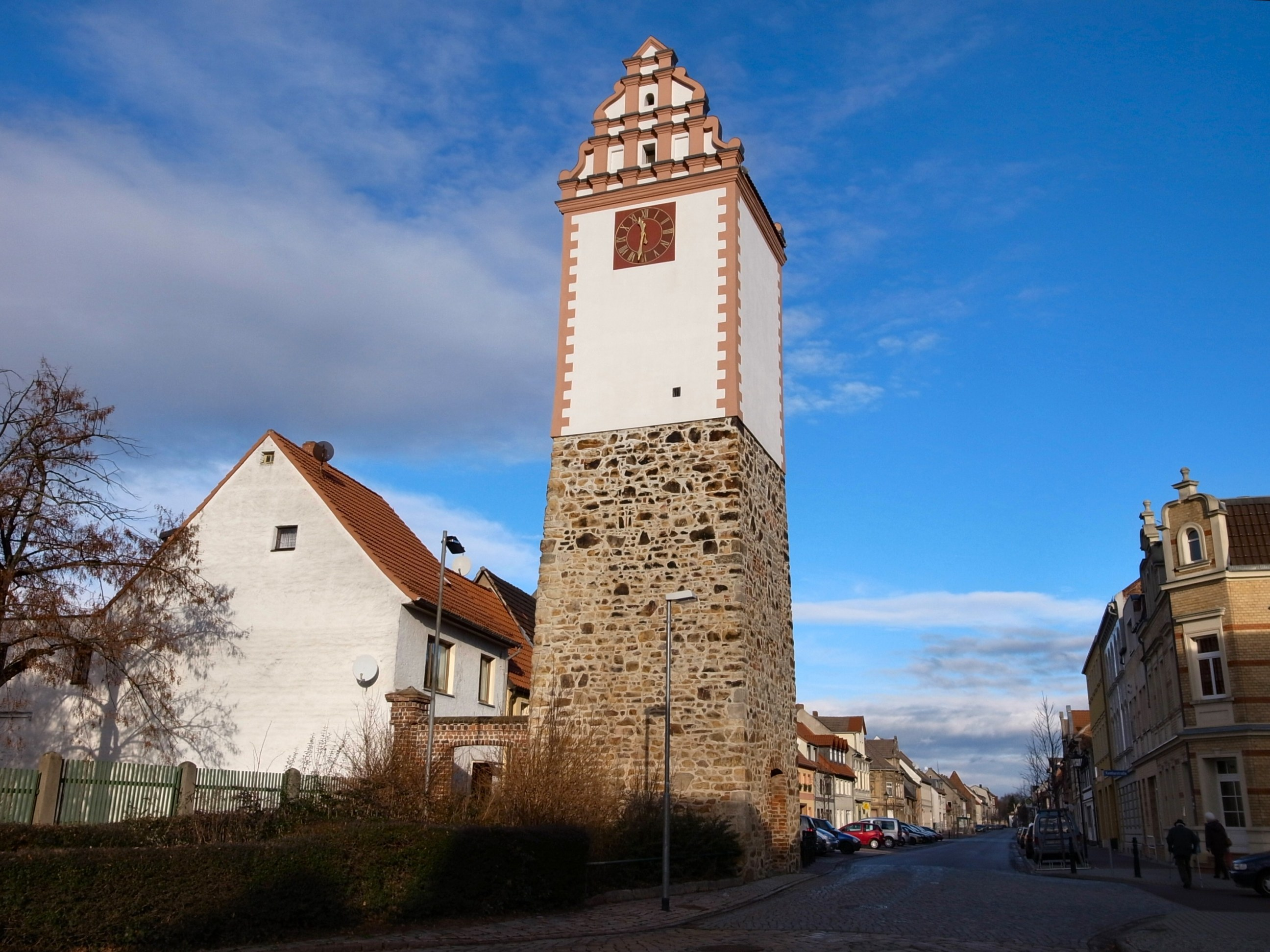
Köthener Torturm Aken

Der Köthener Torturm ist ein zur historischen Stadtbefestigung gehörender Stadttorturm in der Stadt Aken (Elbe) im Landkreis Anhalt-Bitterfeld in Sachsen-Anhalt.

## Lage
Der Torturm befindet sich im Süden der Altstadt von Aken (Elbe) am Schützenplatz nahe der Ecke der Köthener Straße zur Komturstraße. Südlich vom Platz befindet sich die Köthener Chaussee.

## Geschichte und Gestalt
Da Aken im Hochmittelalter als Planstadt an der Kreuzung der Straßen von Köthen (Anhalt) nach Zerbst sowie von Dessau nach Calbe (Saale) entstand, besaß es am jeweiligen Eingang auch jeweils ein Stadttor. Zunächst war die Stadt durch eine Palisadenwand geschützt, später entstand aber eine steinerne Stadtmauer, die im Jahr 1335 erstmals erwähnt wird. Heute sind noch drei der vier Tortürme erhalten.
Der Köthener Torturm ist am repräsentativsten gestaltet und ist auch der höchste Torturm der Stadt. Er wurde im Jahr 1551 errichtet, sein Vorgänger lässt sich im Jahr 1288 nachweisen. Vermutlich wurde der bestehende Bau dabei aufgestockt. Der 21 Meter hohe Turm mit einer Grundfläche von 25 m²
wurde im Gegensatz zu dem Burgtorturm und dem Dessauer Torturm, die aus Backstein bestehen, aus Bruchstein erbaut. Er ist im Oberteil verputzt und durch Eckquader gegliedert. Zudem besitzt er einen Renaissance-Schweifgiebel und seit 1900 je eine Turmuhr an der Nord- und Südseite. Im Jahr 1996 wurde der Turm restauriert. Neben dem Turm ist noch ein Backsteintor erhalten geblieben.
An der stadtzugewandten Seite wurde eine steinerne Denkmalschutztafel von Robert Propf angebracht. Der ehemalige Torturm steht als Baudenkmal unter Denkmalschutz und ist im Denkmalverzeichnis mit der Nummer 094 70769 erfasst.